# Miguel Gómez-Mont Urueta
Miguel Gómez-Mont Urueta (Ciudad de México, 23 de enero de 1953-29 de noviembre de 2021) fue un funcionario público y político mexicano, miembro del Partido Acción Nacional. Fue director general de Fondo Nacional de Fomento al Turismo (FONATUR) entre 2006 y 2010.

## Biografía
Fue miembro de una conocida familia de políticos y abogados mexicanos, ligados al Partido Acción Nacional. Su padre, Felipe Gómez Mont, fue en varias ocasiones diputado federal, y varios de sus hermanos ocuparon diversos cargos públicos, destacando María Teresa Gómez-Mont Urueta como diputada federal y Fernando Gómez-Mont Urueta como secretario de Gobernación de 2008 a 2010.
Fue Ingeniero Industrial por la Universidad Iberoamericana y tenía estudios de maestría en Administración de Empresas por el Instituto Tecnológico y de Estudios Superiores de Monterrey.
Su actividad profesional estuvo enfocada industria de la vivienda como desarrollador inmobiliario, fundador y presidente de organismos empresariales, fue presidente de la Asociación Nacional de Promotores Industriales de Vivienda, A.C. del Valle de México y presidente nacional de la Federación Nacional de Promotores Industriales de Vivienda.
Fue miembro del Consejo Coordinador Empresarial (CCE) y ocupó un puesto como consejero de la Comisión Ejecutiva del Consejo Empresarial para el Desarrollo Inmobiliario y de la Vivienda (CEDIV). Asimismo, fue fundador y vicepresidente ejecutivo de Corporación GEO.
El 1 de diciembre de 2006, al asumir la presidencia de la República, Felipe Calderón lo nombró director general del Fondo Nacional de Fomento al Turismo (FONATUR), y permaneció en dicho cargo hasta ser cesado del mismo el 28 de junio de 2010, tras haber sido dado a conocer mediante las redes sociales, un altercado protagonizado por Gómez-Mont y su familia al término del partido de fútbol entre las selecciones de México y Argentina en la Copa Mundial de Fútbol de 2010.
El 29 de noviembre de 2021 fue comunicado su fallecimiento en la Ciudad de México.